# Vieira do Minho
Vieira do Minho es una villa portuguesa del distrito de Braga, región estadística del Norte (NUTS II) y comunidad intermunicipal del Ave (NUTS III), con cerca de 2300 habitantes.
Es sede de un municipio con 220,15 km² de área y 11 956 habitantes (2021), subdividido en dieciséis freguesias. El municipio limita al norte con el municipio de Terras de Bouro, al norte y al este con Montalegre, al sureste con Cabeceiras de Basto, al sur con Fafe, al suroeste con Póvoa de Lanhoso y al noroeste con Amares.

## Demografía
| Gráfica de evolución demográfica de Vieira do Minho entre 1864 y 2021 |
|                                                                       |
| Datos según el nomenclátor publicado por el INE portugués.            |

## Organización territorial
El municipio de Vieiro do Minho está formado por dieciséis freguesias:
- Anissó e Soutelo
- Anjos e Vilar do Chão
- Caniçada e Soengas
- Cantelães
- Eira Vedra
- Guilhofrei
- Louredo
- Mosteiro
- Parada de Bouro
- Pinheiro
- Rossas
- Ruivães e Campos
- Salamonde
- Tabuaças
- Ventosa e Cova
- Vieira do Minho